# Vilhelm Tvede
Frederik Vilhelm Tvede (født 13. maj 1826 i København, død 27. november 1891 samme sted) var dansk arkitekt. Hans søn, Gotfred Tvede, var også arkitekt, og begge arbejdede for Det Classenske Fideicommis.

## Uddannelse
Tvede blev født i København som søn af skomagermester Johan Frederik Tvede og Christine f. Norup og havde et ganske usædvanligt tegnetalent, hvorfor han allerede som 13-årig (1839) kom på Kunstakademiet som elev hos G.F. Hetsch. Han blev samtidig snedkersvend 1845, men fortsatte sin kunstneriske uddannelse og vandt 1853 den store sølvmedalje som arkitekt, ligesom han med understøttelse fra forskellige sider (Den Reiersenske Fond, Det Classenske Fideicommis og Landhusholdningsselskabet) foretog flere udenlandsrejser. Han afbrød sine studier for at deltage i Treårskrigen som frivillig. Indtil krigen var han tillige tegnelærer ved Det tekniske Institut.
1857 ægtede han Marie Ostermann (f. 16. juni 1836), datter af købmand i Kalundborg Henrik Christoffer Ostermann og Louise Emilie f. Schou. Tvede havde bopæl i København til sin død i 1891.

## Karriere
Tvede ledede bl.a. restaureringen af kirkerne i Kalundborg og Nyborg samt af Valdemarstårnet i Vordingborg, han har bygget kirker i Vedbæk, Humlebæk, Astrup og Husby, mosaisk ligkapel (nedrevet), rådhusene i Nyborg, Nakskov, Sorø, Stubbekøbing og Nykøbing Falster, Den Danske Frimurerorden og Kædeordenens bygninger i Klerkegade, De Classenske Boliger på Frederiksberg (nedrevet), de Classenske Huse i Ny Toldbodgade.
Fra Hetsch arvede Tvede smagen for den nyromanske stil med lisener og rundbuefriser i røde mursten. Eksempler herpå er Vedbæk Kirke, Humlebæk Kirke og Nakskov Hospital. Mere roste er hans mere jævne opgaver som de Classenske arbejderboliger og de engelske rækkehuse i Toldbodgade, hvor facadeudtrykket er forenklet og planlægningen stram. Vilhelm Tvede gennemførte flere hårdhændede kirkerestaureringer, men som var typiske for tiden. Hans genopførelse af det i 1827 sammenstyrtede midtertårn på Kalundborg Vor Frue Kirke (fuldført 1871) betragtes dog som et vellykket og historisk korrekt projekt. Efter at Landhusholdningsselskabet i 1857 havde gennemført en konkurrence om avlsbygninger, fik Tvede en del opgaver inden for landbruget. Også hovedbygninger tegnede han en del af, f.eks. Ryegaard (nedrevet) ved Roskilde.
1871 blev han Ridder af Dannebrog.
Han er begravet på Assistens Kirkegård.

## Værker

### Nybygninger (efter årstal)
- Spir på Karleby Kirke ved Nykøbing Falster (1855, våbenhuset 1863)
- Sølyst ved Skarresø, Sølystvej 2, Jyderup, nu Jyderup Højskole (1856, udvidet 1862, i 1865 købt af Grevskabet Lerchenborg, som brugte det som jagtslot, ombygget 1889)[2]
- Gravkapel for slægten de Mylius i Rønningesøgårds park (1859, tilskrevet, også tilskrevet August Klein, fredet 1990)
- Stubbekøbing Råd-, ting- og arresthus (1860)
- To bygninger i forbindelse med J.D. Herholdts hovedbanegård, København (1863-64, senere nedrevet)
- De Classenske Boliger på Godthåbsvej, Frederiksberg (1866-81, senere nedrevet)
- Præstø Amts tvangs- og arbejdsanstalt i Næstved (1867, senere tilbygn. 1884 og 1897 af Vilhelm Friederichsen)
- Logebygning for Den Danske Frimurerorden, Klerkegade 2, København (1867-68, interiør fuldført af J.H. Nebelong, senere nedlagt og delvist ombygget)
- Humlebæk Kirke (1868)
- Logebygning for Kædeordenen, Klerkegade 10, København (1869, ombygget 1876 og 1883, fredet)
- Det Classenske Fideicommis, tilbygning, Amaliegade 40A, København (1869-70, fredet)
- Vedbæk Kirke (1870-71)
- Ny hovedbygning til Spanager, Københavns Amt (1871)
- Nakskov Rådhus, Nakskov (1872-73)
- Kapel på den gamle mosaiske kirkegård, Møllegade, København (1873, nedrevet 1928)
- Nykøbing Falster Råd-, ting- og arresthus, (1873-74)
- De engelske rækkehuse, Toldbodgade 43-59, København (1873-74, fredet)
- Ringsted Arresthus (1875)
- Cottager og andegård, Glorup (ca. 1875)
- Næstved Industriforenings bygning med teater, Jernbanegade 8 (1876, udvidet 1897 ved Georg Emilius Andersen, nedrevet 1965)
- P. Andersens Vandtårn, Frederiksberg (1877, fredet)
- Nyborg Sygehus, Nyborg (1878, væsentlig ombygget)
- Classerkirken, Godthåbsvej, Frederiksberg (1878-80, nedrevet 1911)
- Genopførelse af Hagestedgårds avlsbygninger (1879-80)
- Ny hovedbygning og avlsgård til herregården Ryegaard, Hornsherred (1880, hovedbygning nedrevet 1974)
- Sorø Råd-, ting- og arresthus (1881, fredet, nu ejet af Realdania Byg)
- Filial af Nykøbing Falster Hospital i Nakskov (1882-83)
- Hjulby Kirke (1883)
- Tilbygning til Rygaards Skole, Bernstorffsvej 54, Hellerup (1886)
- Astrup Kirke[hvor?][kilde mangler]
- Husby Kirke[hvor?][kilde mangler]
- Endvidere talrige landbrugsbygninger

### Restaureringer og ombygninger
- Nyborg Rådhus, Nyborg (1861-62)
- Gosmer Kirke, Gosmer (1866, undt. kapellet)
- Kalundborg Vor Frue Kirke, Kalundborg (1867-71, det indre restaureret 1916-21 af Andreas og Mogens Clemmensen)
- Nyborg Vor Frue Kirke, Nyborg (1870-71)
- Ubby Kirke, Ubby (afsluttet 1871)
- Ode Førslev Kirke (1876)
- Indretning af gammel rektorbolig til ligkapel, Kalundborg (1877).

### Projekter
- Tegning til alterdug til Kalundborg Vor Frue Kirke, (Kunstindustrimus. ikke benyttet)
- Konkurrenceprojekt til Landhusholdningsselskabet (1857, indk.).

### Skriftlige arbejder
- Om Opførelsen af de til et Avlsbrug fornødne Økonomibygninger, 1859
- Nogle bemærkninger, foranledigede af Bedømmelsen over de af Landhusholdningsselskabet kjøbte og publicerede Bygningstegninger, 1860.